# Meridian (Kolorado)
Meridian – jednostka osadnicza w Stanach Zjednoczonych, w stanie Kolorado, w hrabstwie Douglas.